# مسجد سلطان رياو الكبير
 مسجد سلطان رياو الكبير يقع المسجد في مدينة تانجونغ الواقعة في جزيرة بنتان في إندونيسيا، تم بناء المسجد في عام 1812، وهو اليوم واحد من مناطق الجذب الأكثر شعبية للزوار والسياح في تانجونج بينانج .

## جزيرة بنتان
الثقافة القديمة في جزيرة بنتان كانت هي السائدة في الماضي المناطق، جزيرة بنتان لا تزال تحمل آثار ماضيها اللامع والصوفي، وعناك أطلال لها ما يقرب من 70 عاما وتم استعادتها مؤخرا، القصر الملكي ومقابر أسرة الحكم القديم، من بينها قبر السلطان حاجي الذي كان مبدع ومؤلف أول كتاب قواعد بلغة ملايو .

## وصلات خارجية
- صور المسجد